# Thor Porko
Thor Andreas Porko (7 de junho de 1905 — 1 de junho de 1977) foi um ciclista olímpico finlandês. Representou sua nação em dois eventos nos Jogos Olímpicos de Verão de 1936.